# La Coupable
La Coupable è un cortometraggio muto del 1911. Il nome del regista non viene riportato. Fu il debutto sullo schermo per l'attore Paul Escoffier (1875-1941).

## Produzione
Il film fu prodotto dalla Pathé Frères (con il nome Compagnie Genérale des Établissements Pathé Frères Phonographes & Cinématographes).

## Distribuzione
Distribuito dalla Pathé Frères, uscì nelle sale cinematografiche francesi nel 1911. Il 16 aprile 1912 fu distribuito negli Stati Uniti con il titolo The Anonymous Letter dalla General Film Company.
Nelle proiezioni USA, venne programmato con il sistema dello split reel, accorpato in un'unica bobina con un altro cortometraggio, The Albertos.